# Carrollton (Mississippi)
Carrollton é uma cidade  localizada no estado americano de Mississippi, no Condado de Carroll.

## Demografia
Segundo o censo americano de 2000, a sua população era de 408 habitantes.
Em 2006, foi estimada uma população de 395, um decréscimo de 13 (-3.2%).

## Geografia
De acordo com o United States Census Bureau tem uma área de
2,0 km², dos quais 2,0 km² cobertos por terra e 0,0 km² cobertos por água. Carrollton localiza-se a aproximadamente 360 m acima do nível do mar.

## Localidades na vizinhança
O diagrama seguinte representa as localidades num raio de 28 km ao redor de Carrollton.